# Cheiracanthium conflexum
Cheiracanthium conflexum är en spindelart som beskrevs av Simon 1906. Cheiracanthium conflexum ingår i släktet Cheiracanthium och familjen sporrspindlar. Inga underarter finns listade i Catalogue of Life.